# بنك أرمينيا المركزي
البنك المركزي لأرمينيا (CBA) (بالأرمنية: Հայաստանի Հանրապետության Կենտրոնական Բանկ)‏ هو البنك المركزي لأرمينيا ومقره في يريفان . وهو مؤسسة مستقلة مسؤولة عن إصدار جميع الأوراق النقدية والعملات المعدنية في البلاد، والإشراف على القطاع المصرفي وتنظيمه والحفاظ على احتياطيات الحكومة من العملات. و هو أيضا المالك الوحيد لدار سك العملة الأرمينية. .
ينخرط البنك في سياسات لتعزيز الإدماج المالي وهو عضو في التحالف من أجل التضمين المالي.
في 3 يوليو 2012 ، أعلن بنك أرمينيا المركزي أنه سوف يتعهد بالتزامات محددة للإدراج المالي بموجب إعلان المايا .
في 28 سبتمبر 2012 في المنتدى العالمي للسياسات لعام 2012 ، التزم البنك بموجب إعلان المايا بتشجيع طرح منتجات القطاع الخاص التي تلبي احتياجات الفقراء، مع التركيز على القنوات المبتكرة مثل الأجهزة المحمولة والإلكترونية مال. وكذلك لتنفيذ نظام سريع وفعال ومجاني لمعالجة الشكاوى من خلال مكتب الوساطة المالية، وتحسين الإطار التنظيمي بحيث يحصل المستهلكون على المعلومات والحماية والقدرة على الوصول إلى جميع الخدمات.
الرئيس الحالي له هو آرثر جافاديان.

## هدف

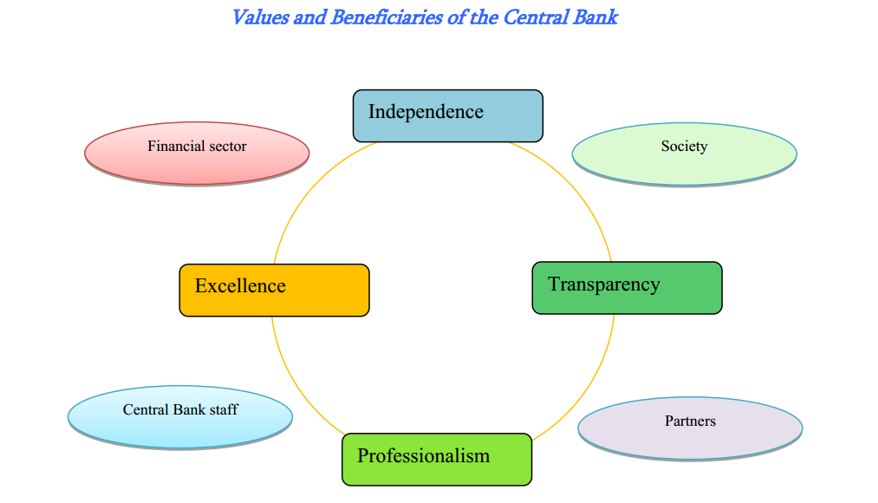
القيم والمستفيدون من البنك المركزي

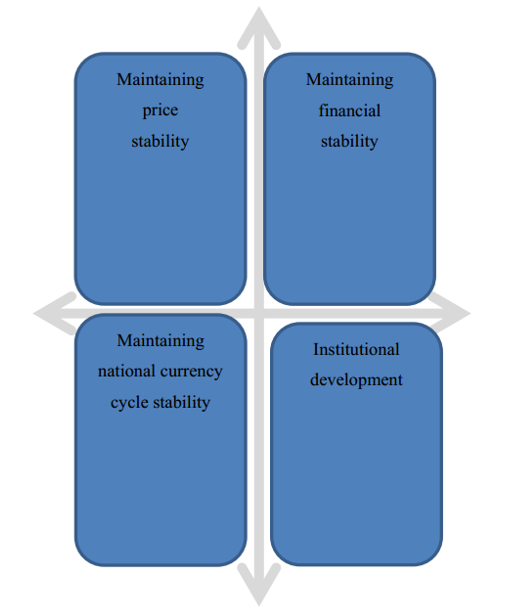
اتجاهات التطورات الاستراتيجية للبنك المركزي

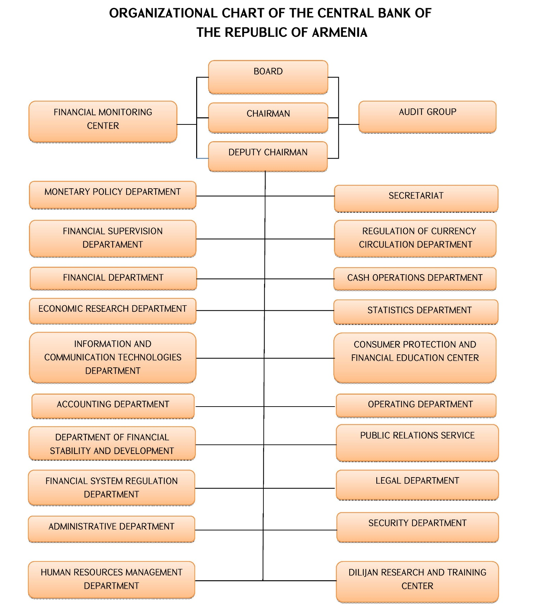
الهيكل التنظيمي للبنك المركزي لأرمينيا

### مهمة البنك المركزي
- أن نكون كيانًا مرموقًا وشفافًا ومستقلًا وقائمًا على المعرفة يتفهم ويقدر اتجاهات التنمية في المجتمع المالي الدولي
- للحفاظ على القدرات المؤسسية من أجل الاستجابة السريعة للتغيرات في المشهد الاقتصادي والتأثير بشكل فعال على العمليات الاقتصادية
- لدعم التنمية الاقتصادية الكلية المستدامة لأرمينيا مع البقاء شريكا رئيسيا للحكومة في مواجهة التحديات الاقتصادية

### المهام الرئيسية للبنك المركزي
- للحفاظ على استقرار القطاع المالي
- لتوفير إصدار العملة الوطنية وضمان دورة منها
- لمكافحة غسل الأموال وتمويل الإرهاب
- لإدارة الاحتياطيات الدولية لجمهورية أرمينيا
- لتنظيم والإشراف على مجالات الاختصاص الأخرى على النحو المنصوص عليه في دستور جمهورية أرمينيا وقوانين جمهورية أرمينيا

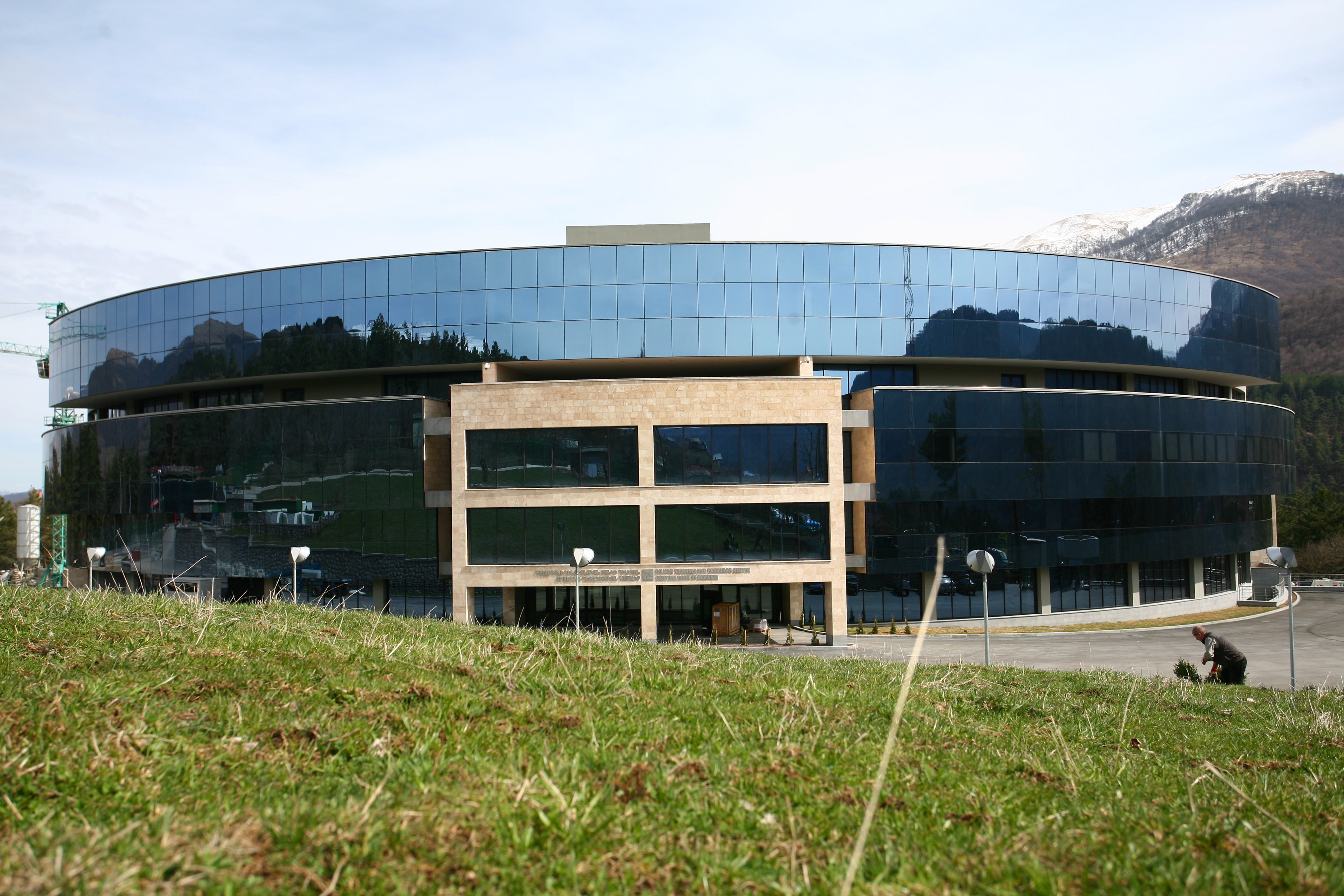
المركز التعليمي التابع لبنك أرمينيا المركزي في ديليجان

## التعاون مع المنظمات المالية الدولية

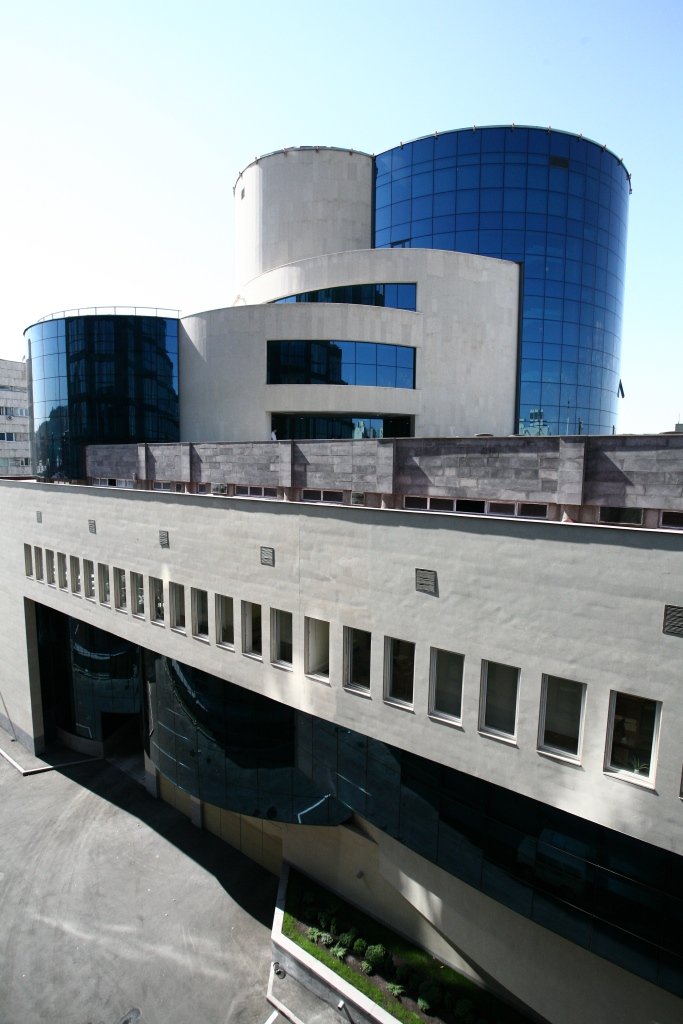
منظر خلفي للمبنى

هناك دمج لجمهورية أرمينيا ومصرفها المركزي في المجتمع الدولي. يحافظ CBA على التعاون المتبادل مع:
- صندوق النقد الدولي (IMF)
- بنك عالمي
- البنك الأوروبي للإنشاء والتعمير
- بنك التنمية الآسيوي

سمح التعاون الدولي للـ CBA بالبدء في تحقيق الاعتمادات المستلمة على نظام التحويل، والحفاظ على ميزان المدفوعات ، وتمويل الأعمال التجارية الخاصة، وقروض المؤسسات وإعادة التأهيل، وغيرها من البرامج المماثلة.
النتائج الإيجابية للعمل مع المنظمات المالية الدولية تفتح آفاقا جديدة لتنفيذ المشاريع المشتركة جنبا إلى جنب مع مختلف المؤسسات الاقتصادية والبنوك الكبرى في العالم.